# Municipio de Skara
Skara (en sueco: Skara kommun) es un municipio ubicado en la provincia de Västra Götaland, al suroeste de Suecia. Tiene una población estimada, a fines de septiembre de 2021, de 18 778 habitantes.
Su sede se encuentra en la ciudad de Skara. El municipio se creó en 1971 cuando la ciudad de Skara se fusionó con los municipios rurales adyacentes.
Tiene una superficie total de 448,70 km², de los cuales 428,49 km² corresponden a tierra firme y 20,21 km² son agua.

## Localidades
Hay 5 áreas urbanas (tätort) en el municipio:
| # | Tätort  | Población |
| - | ------- | --------- |
| 1 | Skara   | 11 657    |
| 2 | Axvall  | 1142      |
| 3 | Ardala  | 715       |
| 4 | Varnhem | 660       |
| 5 | Eggby   | 222       |

## Ciudades hermanas
Skara está hermanado o tiene tratado de cooperación con:
- Eidsvoll, Noruega
- Sorø, Dinamarca
- Fljótsdalshérað, Islandia
- Zeven, Alemania
- Radviliškis, Lituania
- Grodzisk Mazowiecki, Polonia